# Carini
Carini – miasto i gmina we Włoszech, w regionie Sycylia, w prowincji Palermo. Od III do VII wieku siedziba diecezji Hyccarum, od 1968 biskupstwo tytularne.
Według danych na rok 2004 gminę zamieszkiwały 25 752 osoby, 338,8 os./km².